# Segno della S di Golden
In medicina, il segno della S di Golden è un segno visto nell'imaging del torace che suggerisce una massa polmonare centrale o un collasso polmonare . Fu descritto per la prima volta dal Dr. Ross Golden (1889-1975) nel 1925 in associazione con carcinoma bronchiale, ma è anche osservato in quadri come carcinoma metastatico, linfonodi ingrossati e collasso del lobo superiore destro del polmone.

## La figura di Ross Golden
Il Dr. Golden divenne il primo professore di radiologia quando entrò a far parte del Columbia Presbyterian Medical Center nel 1922. Fu lì che divenne il primo presidente del Dipartimento di Radiologia fino al suo pensionamento nel 1954. Successivamente divenne professore ospite di radiologia presso l'UCLA Medical, 1954-1975. Il dottor Golden è considerato un pioniere nel campo della radiologia diagnostica, diventando un autore di molti libri, riviste e periodici sull'argomento. È stato (due volte) presidente della Roentgen Ray Society, nonché fiduciario della New York Academy of Medicine e presidente dei servizi radiologici dell'American Medical Association. Tra i suoi numerosi onori e riconoscimenti, fu onorato dal presidente Nehru dell'India nel 1956 per la sua assistenza nel migliorare i servizi radiologici in quel paese.

## Aspetto
Il segno Golden S può essere visto su semplici radiografie e su scansioni di tomografia computerizzata (CT) del torace. Il segno è visto nel polmone destro come una fessura minore distorta, il cui aspetto laterale è concavo inferiormente e il cui aspetto mediale è convesso inferiormente.  Questo produce un aspetto a "S inversa", responsabile del fatto che il segno viene occasionalmente chiamato segno della S inversa di Golden .